# Obsession (musikalbum)
Obsession är ett album av det brittiska rockbandet UFO, utgivet 1978. Det var gitarristen Michael Schenkers sista studioalbum med gruppen innan han hoppade av året därpå, han återkom dock till bandet 1993.

## Låtlista
1. "Only You Can Rock Me" - 4:08
2. "Pack It Up (And Go)" - 3:14
3. "Arbory Hill" - 1:11
4. "Ain't No Baby" - 3:58
5. "Lookin' out for No. 1" - 4:33
6. "Hot 'N' Ready" - 3:16
7. "Cherry" - 3:34
8. "You Don't Fool Me" - 3:23
9. "Lookin' out for No. 1 (Reprise)" - 1:14
10. "One More for the Rodeo" - 3:45
11. "Born to Lose" - 3:33

## Medverkande
- Neil Carter - gitarr, keyboards, sång
- Phil Mogg - sång
- Andy Parker - trummor
- Paul Raymond - gitarr, keyboards, sång
- Michael Schenker - gitarr
- Pete Way - bas